# Taboryszki (rejon ostrowiecki)
Taboryszki – dawna wieś. Obecnie część Gudogaj na Białorusi, w obwodzie grodzieńskim, w rejonie ostrowieckim, w sielsowiecie Gudogaje.

## Historia
W czasach zaborów w gminie Polany, w powiecie oszmiańskim, w guberni wileńskiej Imperium Rosyjskiego liczyła 10 dusz rewizyjnych, należała do dóbr Worwiany. W 1905 roku liczyła 81 mieszkańców, 61 dziesięcin.
W latach 1921–1945 wieś leżał w Polsce, w województwie wileńskim, w powiecie oszmiańskim, w gminie Polany.
W 1931 w 17 domach zamieszkiwało 77 osób.
Wierni należeli do parafii rzymskokatolickiej w Gudogajach. Miejscowość podlegała pod Sąd Grodzki w Oszmianie i Okręgowy w Wilnie; właściwy urząd pocztowy mieścił się w Gudogajach.